# 横山真史
横山 真史（よこやま まさふみ、1986年11月21日 - ）は、日本の俳優である。身長187cm。所属事務所は浅井企画。栃木県出身。特技は野球、スキー、スノーボード、サッカー。

## 略歴
特技の野球は学生時代に日本代表候補にもなるほどの実力。※大学3年（2008年秋季リーグ）、4年時（2009年秋季リーグ）に打率4割超えで2度の首位打者に。3年時には秋季リーグ戦最優秀選手、連盟年間最優秀選手 (MVP)に輝く。
白鷗大学教育学部スポーツ健康専攻卒業。2017年5月20日に一般人女性との結婚を公表した。

## 出演

### 舞台
- SHINSENGUMI 〜episode IKEDAYA〜（演出:本宮泰風、2011年11月25日 - 27日、恵比寿・エコー劇場）
- 誠 〜とびだせ新選組〜（2012年10月、紀伊国屋サザンシアター）
- SNOW PRINCESS 〜鏡の真実と7人の○○たち〜（2012年12月、全労済ホール スペース・ゼロ）
- 楽屋（2013年7月5日 - 9日、銀座みゆき館劇場） - 女優D 役
- CLOCK ZERO 〜終焉の一秒〜（2013年9月、全労済ホール スペース・ゼロ） - 長 役
  - CLOCK ZERO 〜終焉の一秒〜 A live Moment 再演（2014年3月、星陵会館ホール） - 長 役
- 十鬼の絆 〜関ヶ原奇譚〜（2013年12月、星陵会館ホール） - 千岳 役
- 戦国BASARA3 -咎狂わし絆-（2014年4月 - 5月、東京:EX THEATER ROPPONGI / 名古屋:中日劇場 / 大阪:シアターBRAVA!） - 黒田官兵衛 役
- 下天の華（2015年5月9日 - 17日、全労済ホール スペース・ゼロ） - 森蘭丸 役
  - 下天の華 夢灯り（2016年5月13日 - 23日、全労済ホール スペース・ゼロ） - 森蘭丸 役
- 七夕ジャンクション〜昭和篇〜探偵遊戯と優しいウソ（2016年8月3日 - 7日、銀座 博品館劇場）
- プリンス・オブ・ストライド THE LIVE STAGE - 長塚乃彦 役
  - エピソード1（東京:2016年12月9日 - 14日、シアター1010 / 大阪:2016年12月23日 - 25日、森ノ宮ピロティホール）
  - エピソード3（東京:2017年6月17日 - 25日、シアター1010 / 大阪:2017年6月30 - 7月2日、森ノ宮ピロティホール）
  - エピソード5（東京:2018年5月31日 - 6月4日、シアター1010 / 大阪:2018年6月15日 - 17日、森ノ宮ピロティホール）
- 2.5Escape stage「甲鉄城のカバネリ」（2017年1月7日 - 12日、シアター1010） - 吉備土 役
- 舞台「桜龍」（2017年3月31日 - 4月5日、CBGKシブゲキ!!） - 楠達也 役
- 舞台『刀剣乱舞』シリーズ - 山伏国広 役
  - 外伝 此の夜らの小田原（2017年11月23日、小田原城）
  - ジョ伝 三つら星刀語り（2017年12月15日 - 27日、TOKYO DOME CITY HALL / 12月21日 - 24日、大阪メルパルクホール / 12月28日・29日、福岡サンパレス ホテル&ホール）[1][2]
  - 慈伝 日日の葉よ散るらむ（2019年6月14日 - 23日、品川プリンスホテル ステラボール / 6月28日 - 7月7日、サンケイホールブリーゼ / 7月11日 - 15日、AiiA 2.5 Theater Kobe / 7月19日 - 8月4日、品川プリンスホテル ステラボール）
  - 舞台『刀剣乱舞』七周年感謝祭 -夢語刀宴會-（2023年8月4日 - 6日、 幕張メッセ イベントホール）[3]
- イケメン戦国 THE STAGE - 武田信玄 役
  - 〜織田信長編〜 （2018年4月5日 - 9日、シアター1010）
  - 〜上杉謙信編〜 （2019年2月21日 - 24日、池袋サンシャイン劇場）
  - 番外編～はじまりの物語～（2019年12月26日 - 30日、銀座 博品館劇場）
  - 〜明智光秀編〜 （2020年9月4日 - 9日、EX THEATER ROPPONGI）
  - ～連合軍VS“戦乱の亡者”雑賀孫一編～」（2021年8月19日 - 23日、ヒューリックホール東京）※公演中止[4]
  - スペシャル 初夢！～ようこそ！くらぶ乱世へ～（2022年1月14日 - 16日、シアター1010）[5]
- 十二大戦 （神戸:2018年5月4日 - 5日、新神戸オリエンタル劇場 / 東京:2018年5月9日 - 13日、シアター1010） - 迂々真 役
- 舞台『炎の蜃気楼昭和編 散華行ブルース』 （2018年8月11日 - 19日、全労済ホール スペース・ゼロ） - 滝川一益 役
- ハイパープロジェクション演劇 「ハイキュー!!」"最強の場所(チーム)" （2018年10月 - 12月、東京・広島・兵庫・大阪・宮城にて上演） - 大平獅音 役
- 舞台版『BLACK BIRD』（2019年3月27日 - 31日、銀座 博品館劇場） - 豊前 役
- 舞台『Get Back!!』（2019年9月22日 - 29日、俳優座劇場） - 徹 役
- 舞台『SSSS.GRIDMAN』（2020年5月） - マックス 役 ※公演中止[6]
- 「えんとつ町のプペル」（西野亮廣原案、2020年2月、王子ベースメントモンスター） - 【美木チーム】主演・ブルーノ 役
- 「ダイヤのA　The MUSICAL」（2020年7月） - 片岡鉄心 役 ※公演中止[7]
  - 「ダイヤのA」 The MUSICAL（2022年9月30日 - 10月10日、天王洲 銀河劇場） - 片岡鉄心 役[8]
- 舞台「知り難きこと陰の如く、動くこと雷霆の如し。」（2020年12月19日 - 28日、こくみん共済coopホール／スペース・ゼロ） - 陪審員2 役[9]
- 劇団バルスキッチン第14回公演 『青春フルスロットル』 (2021年5月26日 - 30日、CBGKシブゲキ!!) - 風間 役
- 饗宴「夜鷹無限上昇」（2021年6月19日 - 29日、DisGOONieS） - 蜂谷 役[10]
- DisGOONie Presents Vol.10 舞台『MOTHERLAND』（2021年12月3日 - 12日、明治座 / 12月18日 - 19日、森ノ宮ピロティホール） - 樊於期 役[11]
- ミュージカル『薄桜鬼』 - 天霧九寿 役
  - ミュージカル『薄桜鬼 真改』相馬主計篇（2020年4月公演中止 → 2021年4月1日2日 - 4日、日本青年館ホール / 4月8日 - 11日、 AiiA 2.5 Theater Kobe）[12]
  - ミュージカル『薄桜鬼 真改』斎藤一 篇（2022年4月22日 - 27日、品川プリンスホテル ステラボール / 5月1日 - 5日、京都劇場）[13]
  - ミュージカル『薄桜鬼』HAKU-MYU LIVE 3（2022年10月29日・30日、Zepp Namba（OSAKA） / 11月11日 - 13日、Zepp DiverCity（TOKYO））[14][15]
  - ミュージカル『薄桜鬼 真改』山南敬助 篇（2023年4月8日 - 16日、シアター1010 / 4月22日 - 23日、サンケイホールブリーゼ）[16]
  - ミュージカル『薄桜鬼 真改』土方歳三篇（2024年4月13日・14日、AiiA 2.5 Theater Kobe / 4月19日 - 29日、天王洲 銀河劇場）[17]
  - ミュージカル『薄桜鬼 真改』藤堂平助 篇（2025年6月20日 - 29日、天王洲 銀河劇場）[18]
  - ミュージカル『薄桜鬼』HAKU-MYU LIVE 4（2025年12月19日 - 21日、Zepp DiverCity TOKYO / 12月27日 - 28日、Zepp Osaka Bayside）[19]
- Action Stage「エリオスライジングヒーローズ」（2022年12月8日 - 18日、シアター1010 / 12月23日 - 25日、ロームシアター京都 サウスホール） - オスカー・ベイル 役[20]
  - Action Stage「エリオスライジングヒーローズ」-SUMMER FESTIAL-（2025年8月7日 - 17日〈予定〉、シアターH / 8月23日・24日〈予定〉、SkyシアターMBS）[21]
- 舞台「ヒューマンバグ大学シリーズ」
  - 舞台「華の天羽組 -天京戦争編-powered by ヒューマンバグ大学」（2023年12月9日 - 17日、品川プリンスホテル クラブeX） - 工藤清志 役[22]
  - 舞台「華の天羽組-羽王戦争編-Powered by ヒューマンバグ大学」前編 (2025年5月17日 - 25日、新宿FACE) - 工藤清志 役
- 刃牙 THE GRAPPLER STAGE -地下闘技場編-（2024年12月14日 - 18日、新宿FACE） - 末堂厚 役[23]
- 舞台『青のミブロ』（2025年4月11日 - 20日、EX THEATER ROPPONGI / 2025年4月25日 - 27日、京都劇場） - 京八直純 役[24]

### 映画
- あなたへ（2012年、降旗康男監督）
- 思い出のマーニー（2014年、米林宏昌監督） - 声の出演
- 騒音（2015年、関根勤監督）
- 映画刀剣乱舞-継承-（2019年、耶雲哉治監督） - 山伏国広 役（特別出演）

### DVD・動画配信
- 「どっちもどっち」（2014年） - 勝俣 役
- 銭湯男子#8（2017年3月20日、ABEMA）
- 短編映画『東京』(2019年、堂野晶敬監督) - 主演
- オンラインシネマ「GIFT〜しあわせのカタチ〜」（2020年5月29日、ABEMA）[25]
- 『突然ヒロイン』（2021年、ちゃおチャンネル） - 大石先生 役
- 戦国炒飯TV 〜なんとなく歴史が学べる映像〜 ボクらの戦国時代～戦力外通告武将～（2021年） - 武田信虎 役
- 川越ミステリー案内 閉ざされた桃源郷（2022年） - 桃沢マネージャー 役[26]
- TikTokチャンネル『君にスポットライトを当てたい』ショートドラマ 「わたしの条件」「運気が上がる石」（2024年）

### テレビ
- シャキーン（NHK） - 隣町の番長 役
- はなまるマーケット（TBS） - きょうの目玉リポーター
- スペシャルドラマ「就活のススメ」（テレビ朝日）
- リアル・クローズ（2009年、フジテレビ）
- コード・ブルー -ドクターヘリ緊急救命- 2nd SEASON 最終回（2010年、フジテレビ） - レスキュー隊 役
- サラリーマン金太郎2 第7話（2010年、テレビ朝日）
- 戦国BASARA -MOONLIGHT PARTY-（2012年7月 - 9月、MBS / BS-TBS）
- BADBOYS J 第11話（2013年、日本テレビ）
- 方言彼氏。（2013年10月 - 12月、東名阪ネット6ほか）
- 仮面ライダードライブ 第1話・第2話（2014年10月、テレビ朝日） - 謎の男 / ロイミュード029 役
- 警視庁捜査一課9係 season11 第4話（2016年、テレビ朝日）
- 闇の法執行人 第2話（2017年、原案・製作総指揮 竹内力、J:COMプレミアチャンネル） - 広瀬文則 役
- コード・ブルー -ドクターヘリ緊急救命- 3rd SEASON 第9話（2017年、フジテレビ） - 豊田充宏 役
- 内田康夫サスペンス「警視庁岡部班2」〜多摩湖畔殺人事件〜（2018年、TBS）
- ハンサムセンキョ（2020年10月 - 12月、テレビ神奈川ほか） - 古剛栄進 役[27]
- 孤独のグルメ Season9 第10話（2021年9月11日、テレビ東京） - 常連客 役

### CM
- ポンタカード (2016年)
- 一条工務店　TV-CM、平面、WEB（福島、栃木エリア）（2019年）
- ケンタッキーフライドチキン パーティバーレル『ずーっと一緒』編（2023年）
- DMM TV 非常識コスパ篇（2024年）
- ファンタ TVCM ファンタ学園シリーズ「3年N組 ワイルド先生」篇（2025） - ワイルド先生 役[28]

### イベント
- 「刀剣乱舞-ONLINE-」五周年記念「刀剣乱舞 大演練～控えの間～」（2020年8月11日、DMM.com）[29]
- ドラマ『ハンサムセンキョ』新光市民 感謝祭 2021～君の一票が歌声に変わる～（2021年2月7日、無観客ライブ配信） - 古剛栄進 役
- ACTORS☆LEAGUE 2021（2021年7月20日、東京ドーム）[30]
- ACTORS☆LEAGUE in Baseball 2022（2022年8月22日、東京ドーム）[31]
- ACTORS☆LEAGUE in Baseball 2023（2023年7月3日、東京ドーム）[32]